# TQM
«TQM» —abreviación popular para Te quiero mucho— es una canción grabada por la banda mexicana de indie rock Little Jesus. Se lanzó el 19 de octubre de 2017 como el tercer y último sencillo de su segundo álbum de estudio Río salvaje. Cuenta con la colaboración de las cantantes Ximena Sariñana y Elsa y Elmar.
TQM es una balada con letras emotivas y vulnerables. Comienza con un sonido influenciado por la música de los años 60, pero evoluciona hacia un final intenso que incorpora riffs de guitarra repetitivos y distorsionados. El final de la canción es abrupto, una técnica que recuerda al estilo utilizado por The Beatles en su canción «I Want You (She’s So Heavy)» de 1969.
Fue escrita por el vocalista del grupo, Santiago Casillas, quien también se encargo de la producción junto al colombiano Mateo Lewis. Logró posicionarse en el número 17 en las listas de la radio del Top 100 Alternative Songs en México. Convirtiéndose en uno de los mayores éxitos comerciales para la banda, además alcanzó más de 66 millones de reproducciones en Spotify siendo la segunda canción más escuchada en dicha plataforma.

## Video musical
Un vídeo musical oficial fue lanzado para «TQM», publicado el 19 de octubre de 2017 en la plataforma digital YouTube. Fue dirigido y producido por Fuerzas Básicas. Ha recibido más de 25 millones de reproducciones desde su publicación. La temática del videoclip es de un programa de Late night show, contó con la participación especial de 22 guitarristas adicionales, entre ellos Daniela Spalla, Los Blenders y The Plastics Revolution.

## Lista de canciones

### Descarga digital
| TQM — Sencillo |        |          |  |
| N.º            | Título | Duración |  |
| 1.             | «TQM»  | 5:19     |  |

## Listas

### Semanales
| País   | Lista                             | Mejor posición | Ref.  |
| ------ | --------------------------------- | -------------- | ----- |
| México | Top 100 Alternative Songs (Radio) | 17             | [ 3 ] |